# Liebe am Fjord – Der Gesang des Windes
Der Gesang des Windes ist ein deutscher Fernsehfilm von Matthias Tiefenbacher aus dem Jahr 2010. Es handelt sich um den Pilotfilm der ARD-Filmreihe Liebe am Fjord, wobei die einzelnen Filme verbindet, dass sie vor der Kulisse norwegischer Fjorde angesiedelt sind und romantische Melodramen zum Inhalt haben. Jutta Speidel spielt Hanne Eliassen, die ihrem von Jan-Gregor Kremp gespielten Ehemann Kaare offenbaren muss, dass er nicht der Vater ihrer Kinder ist. Emil Reinke und Karoline Teska sind als Daniel und Emma Eliassen besetzt.
Das Erste sprach von einem „aufwühlenden Familien- und Liebesdrama an der malerischen, von tiefen Fjorden geprägten Küste Norwegens“. Das Drehbuch wurde von der isländischen Autorin María Sólrún Sigurðardóttir gemeinsam mit dem Berliner Jörg Tensing verfasst.

## Handlung
Hanne und Kaare Eliassen feiern ihren 25. Hochzeitstag mit ihrer gesamten Familie, Freunden und geladenen Gästen. Kaare hält eine berührende Rede auf seine Frau. Während die Feierlichkeiten noch laufen bricht Daniel Eliassen zusammen und wird ins Krankenhaus eingeliefert. Hier stellt sich heraus, dass er dringend eine Spenderniere benötigt. Sein Vater Kaare erklärt sich sofort bereit, seinem Sohn das lebenswichtige Organ zu spenden. Hanne Eliassen hat jedoch Einwände. Kaare will allerdings, dass Dr. Haugland seine Werte testet, wozu dieser sich auch bereit erklärt. Nach der Untersuchung unterbreitet der Arzt ihm, dass er nicht in Frage komme, man aber, aufgrund der seltenen Blutgruppe, die Daniel habe, unbedingt auch dessen leiblichen Vater mit in die Suche einbeziehen sollte. Kaare Eliassen glaubt, er habe nicht richtig gehört. Hanne erklärt ihrem Mann, dass gemeinsame Kinder doch ein Herzenswunsch von ihnen gewesen seien. Da er keine Kinder habe zeugen können, habe sie einen Mann gefunden, der keine Fragen gestellt habe und auch nichts von den Kindern wisse. Sie habe geglaubt, er sei damit unausgesprochen einverstanden gewesen.
Kaare ist tief enttäuscht, ebenso wie Emma, die ebenfalls ein Kind von Hanne mit dem unbekannten Mann ist und die Welt nicht mehr versteht. Nach einem Bluttest stellt sich heraus, dass auch Hanne als Spenderin nicht geeignet ist. Hanne bleibt nun nur, nach Daniels Vater zu suchen, einem Meteorologen namens Leif Sørensen. Da dieser unbekannt verzogen ist, kommt Hanne auf die Idee eine Radiosendung dazu zu benutzen, nach ihm zu suchen. Schnell merkt sie, welche Auswirkungen das hat, da viele Menschen in ihrem Wohnort nun Bescheid wissen und Hanne plötzlich schneiden. Nachdem Hanne erfahren hat, dass Sørensen auf einer abgelegenen Insel arbeitet, die sie allein nicht erreichen kann, beschließt sie, ihn dort zu besuchen, um mit ihm persönlich zu reden. Obwohl Kaare erst nicht will, ist er dann doch bereit im Interesse aller als Maschinist auf dem gecharterten Kutter mitzufahren. Emma, die ihren wirklichen Vater wenigstens einmal sehen will, ist ebenfalls an Bord.
Hannes Versuch, auf der Fahrt mit Kaare zu reden, misslingt, er will sich darauf nicht einlassen. Als seine Frau durch eine Ungeschicklichkeit über Bord geht und ins eiskalte Wasser fällt, springt er ihr nach ohne auch nur eine Sekunde zu zögern. Nachdem sie die Insel erreicht haben, meint er, als Hanne fragt, ob er nicht mitkomme, das müsse sie schon alleine machen. Der junge Ronny Stene, Kapitän des Kutters, schließt die weinende Emma in die Arme, während Leif Sørensen Hanne auf der Station versichert, dass er seine Sachen sowieso schon gepackt und zum Krankenhaus gewollt habe. Er habe nur noch auf seine Ablösung gewartet, da man eine Wetterstation nicht einfach sich selbst überlassen könne. Nachdem der Kutter angelegt hat, kommt es zu einer weiteren Auseinandersetzung zwischen Hanne und Kaare, an deren Ende sie ihrem Mann entgegenschleudert, dass nicht er sie verlasse, sondern sie ihn, und zwar jetzt.
Ein Zufall will es, dass Daniel, kurz bevor die Nierentransplantation erfolgt, herausbekommt, dass der Spender seiner Niere gleichzeitig sein leiblicher Vater ist. Dr. Haugland verkündet der wartenden Familie, zu der sich auch Ronny, der nun mit Emma zusammen ist, gesellt hat, dass die Operation gut verlaufen und sowohl Daniel als auch Leif Sørensen wohlauf seien. Als Emma ihrem leiblichen Vater dankt, meint er, es sei schön, dass es sie und ihren Bruder gebe. Kaare hat inzwischen erkannt, dass seine Frau nur aus Liebe zu ihm so gehandelt hat und bittet sie, ihn zurückzunehmen, denn, da habe sie vollkommen Recht, eine so große Liebe, die vergehe nicht so einfach.

## Produktionsnotizen
Für Der Gesang des Windes wurde vom 17. Mai bis zum 14. August 2009 an Schauplätzen in Norwegen gedreht. Produziert wurde der Film von der Letterbox Filmproduktion GmbH, Studio Hamburg FilmProduktion GmbH. Die Aufnahmeleitung lag bei Kathrin Schultz, die Produktionsleitung bei Hartmut Damberg und die Herstellungsleitung bei Sibylle Maddauss. Die Redaktion hatte Stefan Kruppa (ARD Degeto).

## Rezeption

### Veröffentlichung, Einschaltquote
Bei seiner Erstausstrahlung am Freitag, dem 9. April 2010, im Programm der ARD Das Erste wurde der Film von 5,26 Mio. Zuschauern eingeschaltet, was einem Marktanteil von 17,5 Prozent entsprach.
Der Film wurde am 28. Oktober 2011 zusammen mit der zweiten Folge Sommersturm von der Edel Germany GmbH auf DVD herausgegeben.

### Kritik
Die Kritiker der Fernsehzeitschrift TV Spielfilm zeigten mit dem Daumen zur Seite, was einer mittleren Wertung entspricht, und meinten, laut Pressetext „spiegel[e] die wilde, raue Natur die Emotionen der Protagonisten wider“ wobei  „in diesem Fall sogar was dran“ sei, und fassten zusammen: „Solides Melo mit überzeugenden Akteuren.“
Rainer Tittelbach von tittelbach.tv gab dem Film vier von sechs möglichen Sternen und meinte: „Eine Sternstunde des TV-Melodrams.“ Speidel und Teska würden „glänzen und seelische Befindlichkeiten“ würden „in die Bilder projiziert“. Weiter führte der Kritiker aus: „‚Der Gesang des Windes‘ aus der neuen ARD-Reihe ‚Liebe am Fjord‘ ist ein Melodram und als solches ein gutes. Das beginnt bei der Drehbuchidee einer Schifffahrt auf einem schepprigen Kahn durch die norwegischen Fjorde, die zur Reise in eine Gefühlswelt wird und nie als eine touristische Attraktion missbraucht wird. Auch der Grundkonflikt wird nicht unnötig dramatisch angeheizt, sondern wie ein musikalischer Grundton angeschlagen. Regisseur Tiefenbacher setzt auf die Kraft des Bildes, auf die Kraft der Augen-Blicke. Und da fand er vor allem in den weiblichen Hauptdarstellern Jutta Speidel und der hoch talentierten Karoline Teska, seine Meister. Für Freunde des gepflegten Melodrams ein Muss!“
Die Fernsehzeitschrift Prisma bescheinigte Matthias Tiefenbacher „sein Gespür für dramatische Stoffe“ und bescheinigte auch diesem Film, der „vor der wunderbaren Naturkulisse norwegischer Fjorde“ entstanden sei, ein Familiendrama gedreht zu haben, „das auch dank der guten Darsteller überzeug[e]“.
Auf der Seite Kino.de befasste sich Tilmann P. Gangloff (tpg) mit dem Film und mit der Frage, „was der titelgebende Gesang des Windes mit dem Geschichte zu tun“ habe, was sich „auch nach längerem Grübeln“ nicht erschließe, sehe man mal davon ab, „dass es zwischendurch ziemlich stürmisch“ werde. „Kremp und Speidel“ spielten den Konflikt, den das Paar auszufechten habe, „sehr überzeugend“. Der Kritiker bezeichnete Karoline Teska, die die Tochter Emma verkörpert, als „ohnehin ganz wunderbare junge Schauspielerin“. Zwar könne die Geschichte „sich selbstredend überall zutragen“, aber der Film, der der „Auftakt zur neuen Filmreihe ‚Liebe am Fjord‘“ ist, und deshalb in der ebenso rauen wie schönen Landschaft Norwegens spiele, werde von „dem Kameramann Klaus Merkel immer wieder in ausdrucksvollen Bildern“ eingefangen.
Filmdienst.de fasste zusammen: „Auf emotionale Überwältigung setzendes (Fernseh-)Familiendrama, ausgebreitet mit viel Sentiment vor der malerischen Kulisse der norwegischen Küste. – Ab 14.“
Der Kritiker Marco Croner bewertete den Film für Quotenmeter.de, dessen Ausschlag 46 Prozent anzeigte, und war der Ansicht, dass Tiefenbachers Drama „kontinuierlich an Zugkraft“ verliere. Während der Film zu Beginn noch „fesselnde Unterhaltung“ biete, verliere man „sich zunehmend in sich wiederholenden Dialogfetzen, nebensächlichen Einflüssen und einer belanglosen Auflösung, die den anfänglich aufgebauten Erwartungen keinesfalls gerecht“ werde. Kremp wird eine „großartige Darstellung“ bescheinigt, die den ganzen Film über das „Highlight“ bilde und „Freude“ bereite, ebenso wie „das Spiel seiner nicht minder talentierten Kollegin Jutta Speidel“.